# Førdesfjorden
Førdesfjorden is een plaats in de Noorse gemeente Tysvær, provincie Rogaland. Førdesfjorden telt 3124 inwoners (2007) en heeft een oppervlakte van 2,52 km².